# 今別駅
今別駅（いまべつえき）は、青森県東津軽郡今別町大字今別字中沢（なかさわ）にある、東日本旅客鉄道（JR東日本）津軽線の駅である。

## 歴史
- 1958年（昭和33年）10月21日：日本国有鉄道の駅として開業[2][3]。
- 1970年（昭和45年）4月1日：業務委託化。
- 1983年（昭和58年）3月10日：荷物の扱いを廃止[4]。駅員無配置駅[5]（簡易委託）化。
- 1987年（昭和62年）4月1日：国鉄分割民営化により、東日本旅客鉄道の駅となる[3]。
- 2003年（平成15年）7月1日：簡易委託を廃止し、完全無人化[2]。
- 2017年（平成29年）
  - 6月15日ごろ：駅舎の改修工事に着手[6]。
  - 8月1日：待合室の拡張、水洗トイレの新設など大幅な改修工事が終了し使用を開始[7]。
- 2019年（令和元年）6月1日：三厩駅無人化に伴い、管理駅が青森駅に変更。
- 2022年（令和4年）
  - 8月3日：大雨により線路設備に被害が発生し、蟹田駅から三厩駅間が運休され、それに伴い当駅も運休となる[8]。
  - 8月22日：同区間で代行バスの運行が開始される[9]。
- 2024年（令和6年）10月1日：えきねっとQチケのサービスを開始[1][10]。
- 2025年（令和7年）6月10日：同日開催の締結式にて、当駅を2027年（令和9年）4月1日に廃止することで合意[11][12]。

## 駅構造
単式ホーム1面1線を持つ地上駅である。かつては島式ホーム1面2線であった（現在使用しているホームは旧上り線）。
青森駅管理の無人駅である。2003年（平成15年）までは出札窓口で常備券発売（簡易委託）を行っていたが、現在は無人化され窓口は板で塞がれ、待合室部分のみ使用している。また、今別町と連携して駅舎は2017年（平成29年）6月15日より改修工事が行われ、同年8月1日より使用を開始した。

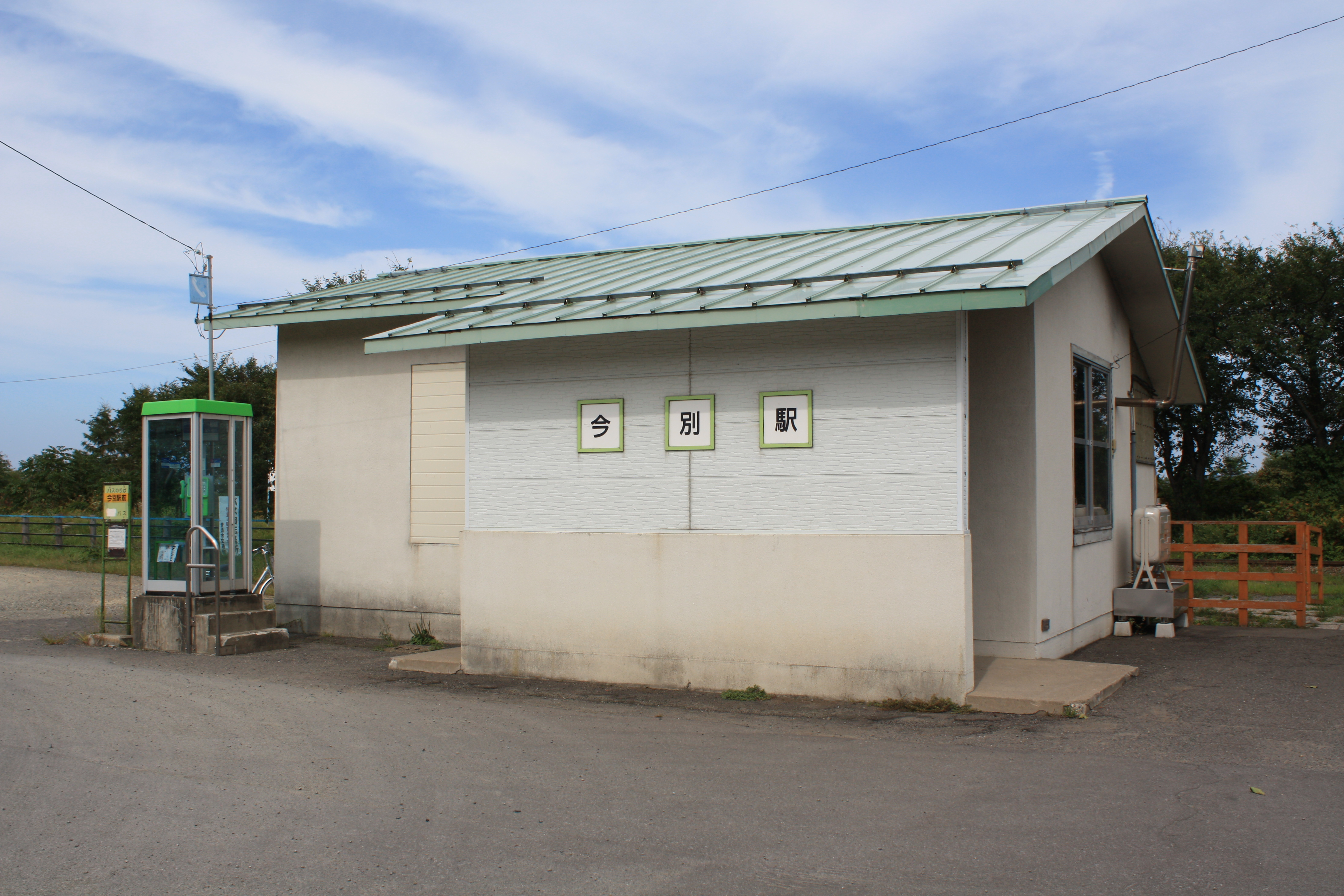
改修前の駅舎（2008年8月）
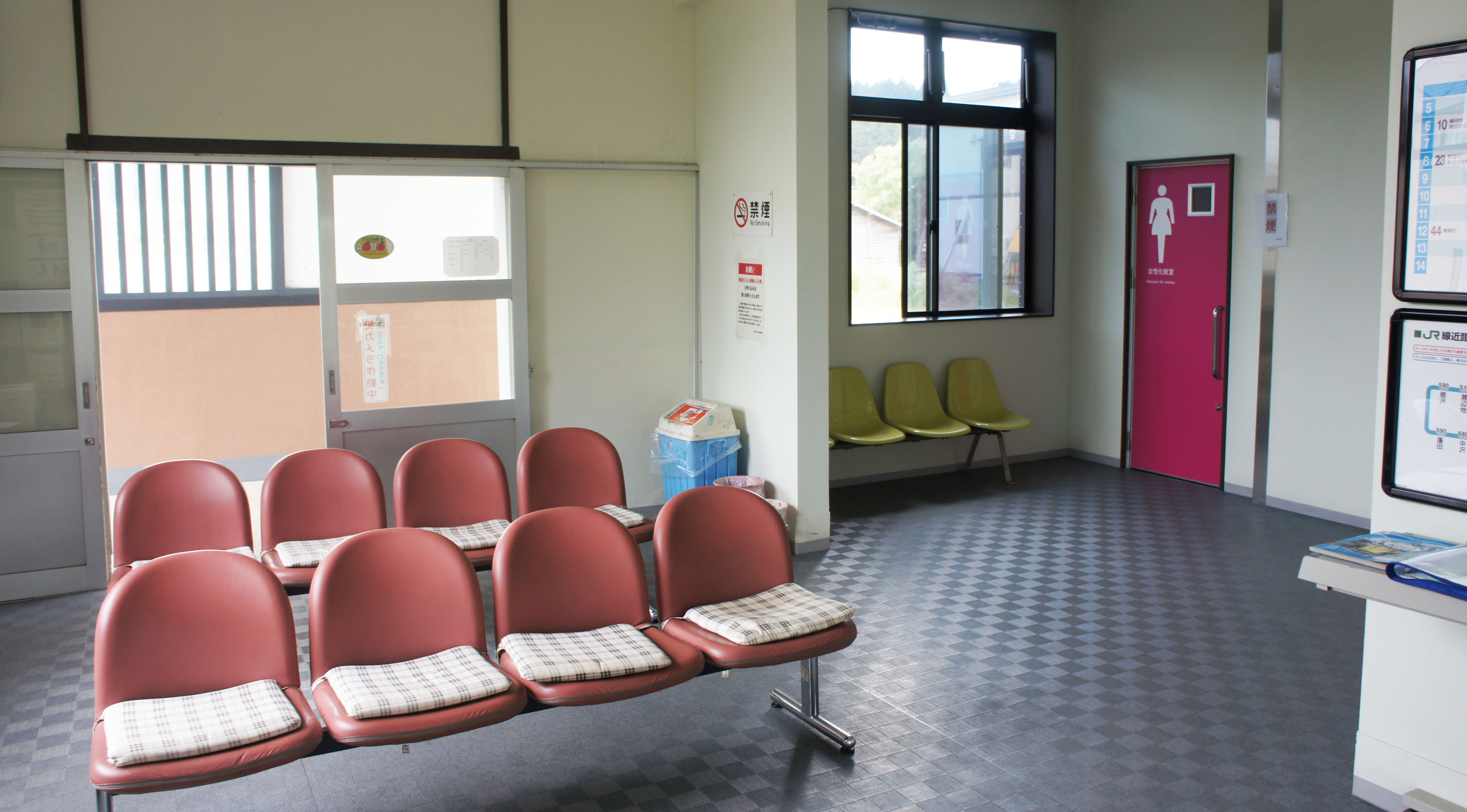
待合室（2020年8月）
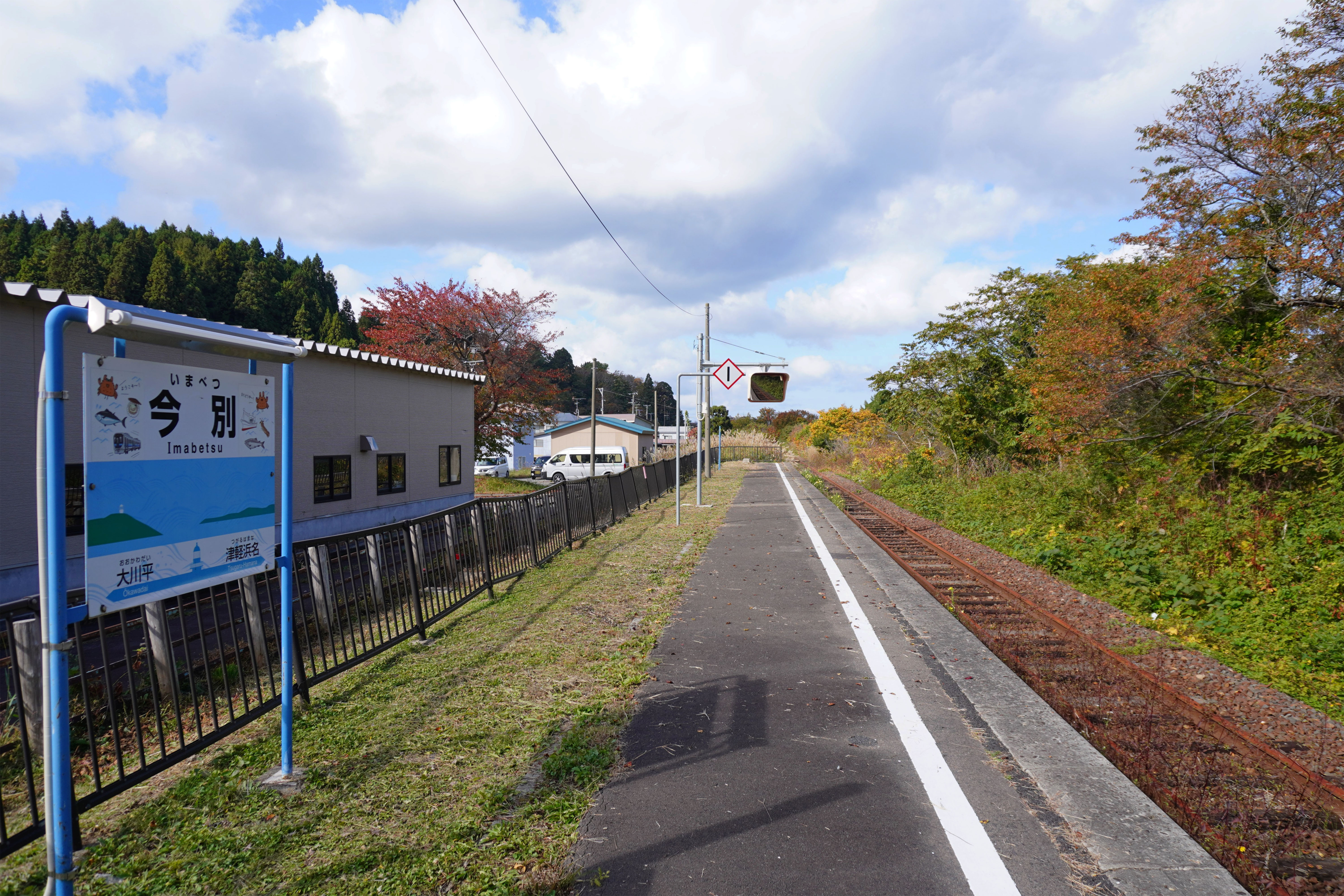
ホーム（2023年10月）

## 駅周辺
- 今別町役場
- 外ヶ浜警察署今別駐在所
- 今別郵便局
- 今別消防分署
- 今別町立今別小学校
- 青森県道14号今別蟹田線（旧県道244号経由）
  - 国道280号
- 今別町巡回バス「今別駅」停留所
- 津軽国定公園袰月海岸

## 隣の駅
東日本旅客鉄道（JR東日本）
■津軽線
大川平駅 - 今別駅 - 津軽浜名駅